# Sámuel Teleki
Dans le nom hongrois Teleki Sámuel, le nom de famille précède le prénom, mais cet article utilise l’ordre habituel en français Sámuel Teleki, où le prénom précède le nom.
Sámuel Teleki, comte de Szék (széki gróf Teleki Sámuel, [se:ki gɾo:f tɛlɛki ʃa:muɛl]), né le 1er novembre 1845 à Sáromberke, décédé le 10 mars 1916 à Budapest est un explorateur hongrois ; il a mené la première expédition européenne dans le nord du Kenya.

## Biographie

### Origines, études et famille
Sámuel Teleki naît dans une famille de l'aristocratie transylvanienne influente dans le milieu politique et culturel. 
Il fait des études de minéralogie, de géologie, d'astronomie et de géographie.
En 1881, il est élu membre de la Chambre haute de l'Assemblée nationale de Hongrie (Országgyűlés). C'est alors qu'il fait la connaissance de Rodolphe d'Autriche, archiduc d’Autriche et prince héritier de l’Empire austro-hongrois, président d'honneur de la Société hongroise de Géographie (Magyar Földrajzi Társaság) et de sa femme, la princesse Stéphanie de Belgique, dont le père est Léopold II de Belgique.

### 1887-1888: Premières expédition dans le nord du Kenya
Chasseur, fasciné par les premiers explorateurs africains, il accepte en 1886 une suggestion de son ami et bienfaiteur Rodolphe d'Autriche de participer au safari en Afrique de l'Est, qu'il organise dans le cadre d'un voyage d'exploration des territoires au nord du lac Baringo. Il désire notamment s'aventurer au-delà des terres explorées par l'écossais Joseph Thomson, afin d'y trouver le lac désertique dont les voyageurs précédents ont entendu parler dans des légendes locales et qui serait d'après elles peuplé de tribus de géants et entouré d'île habitées par des monstres et des fantômes.
Il mène l'expédition dans le nord du Kenya de 1887 à 1888, accompagné de Ludwig von Höhnel. Tous les deux, ils découvrent le lac Turkana qu'ils renomment « lac Rudolf », d'après le nom allemand de l'archiduc d'Autriche-Hongrie Rodolphe d'Autriche, et « lac Stéphanie », d'après le nom de sa femme.

### Après 1888
Entre 1886 et 1895, Sámuel Teleki écrit et publie en hongrois son carnet de voyage en Afrique de l'Est, tandis que Ludwig von Höhnel rédige un long compte-rendu d'expédition.
En 1895, il échoue une nouvelle fois dans l'ascension du Kilimandjaro et retourne à Budapest après une longue maladie.

## Postérité
Durant son voyage de retour sur la côte, vers Mombasa, en octobre 1888, Sámuel Teleki découvre un volcan actif, dans le nord du Kenya, auquel il donnera son nom. 
Avec Ludwig von Höhnel, ils font de nombreuses observations sur le climat, la flore et la faune des territoires explorés et collectent plus de 400 objets ethnographiques, la plupart des tribus Masaï et Kikuyu. Ils sont les premiers à étudier une vaste zone de la vallée du Grand Rift. 
Sámuel Teleki est également le premier à atteindre la limite des neiges du Kilimandjaro à 5 300 mètres et le premier à atteindre le pied du mont Kenya en grimpant jusqu'à 4 300 mètres.